# Ministério do Ambiente (Angola)
| Ministério do Ambiente                                 |                                |
| Torre Zimbo, Rua dos Enganos, Luanda, LU minamb.gov.ao |                                |
| Criação                                                | 3 de outubro de 2008 (16 anos) |
| Atual ministro                                         | Ana Paula de Carvalho          |

O Ministério do Ambiente (MINAMB) é o departamento ministerial do Governo da República de Angola que tem por missão propor a formulação, condução, execução, e controlo da Politica do Executivo relativa ao meio ambiente.
Desde 2022 Ana Paula de Carvalho é a Ministra do Ambiente.

## Histórico e ações
Antes da criação de subpastas ambientais específicas em Angola, foi por intermédio do engenheiro florestal Humberto Machado, como Secretário de Estado para os Recursos Florestais na década de 1980, que foram elaborados os primeiros esboços de políticas ambientais de Angola. Em 1993 foi criada a Subsecretaria do Ambiente, que em 2000 passou a ter pariedade dentro do Ministério de Pescas e Ambiente. Em 2002 foi fundido com o Ministério de Urbanismo e Habitação ficando como Ministério do Urbanismo e Ambiente. Em 2008 passou a ter plena autonomia como Ministério do Ambiente, mas em 2020 foi fundido com o Ministério da Cultura, Turismo e Ambiente. Somente voltou a ter autonomia em 2022 como Ministério do Ambiente.
No dia 11 de abril de 2022, junto com Fundo das Nações Unidas para a Infância, o Ministério do Ambiente lançou o projecto "Saneamento Condominial Simplificado" que visa reforçar a capacidade das entidades públicas e privadas que se ocupam do saneamento urbano e periurbano e envolver organizações da sociedade civil na gestão de resíduos através da reciclagem. Baseado na engenharia social combinando tecnologias inovadoras de construção com o envolvimento comunitário, este projecto será implementado em Viana, município vizinho à capital Luanda.

### Lista de Ministros
| Ministro               | Início | Fim      |
| ---------------------- | ------ | -------- |
| Maria Monteiro Jardim  | 2008   | 2017     |
| Paula Francisco Coelho | 2017   | 2020     |
| Interregno             | 2020   | 2022     |
| Ana Paula de Carvalho  | 2022   | presente |